# Rolls-Royce Eagle
Роллс-Ройс Игл (англ. Rolls-Royce Eagle) — первый авиационный двигатель, разработанный фирмой «Роллс-Ройс». Созданный в 1915 г. в ответ на военный заказ во время Первой мировой войны, он использовался на бомбардировщиках «Хендли-Пейдж» серии O и многих других военных самолётах.
С использованием двигателей Eagle был совершён первый беспосадочный трансатлантический перелёт: в июне 1919 г. Джон Алкок и Артур Браун на переоборудованном бомбардировщике Vickers Vimy перелетели из Сент-Джонса (Ньюфаундленд) до Клифдена (Ирландия).

## Предыстория
С началом в августе 1914 г. Первой мировой войны Королевский авиационный завод заказал фирме «Ролс-Ройс» разработку нового двигателя воздушного охлаждения мощностью 200 л.с. Однако специализацией фирмы были двигатели жидкостного охлаждения, и, несмотря на первоначальное сопротивление заказчика, он дал согласие на охлаждение водой.

## Разработка и развитие
Разработкой нового двигателя руководил Генри Ройс из своего дома в графстве Кент. В основу был положен 6-цилиндровый двигатель автомобиля «Silver Ghost», а также использованы элементы конструкции Mercedes 35 PS. Мощность была увеличена за счёт удвоения числа цилиндров и увеличения хода поршней до 6,5 дюймов при сохранении их диаметра в 4,5 дюйма. Также были увеличены обороты, и для сохранения скорости вращения пропеллера не более 1100 об/мин был разработан планетарный редуктор. Система газораспределения была изменена для улучшения характеристик и снижения инерции: вместо боковых клапанов применён верхнеклапанный механизм с одним распределительным валом (SOHC); при этом была почти повторена оригинальная схема с коромыслами, проходящими через боковые отверстия в кожухе, использованная в немецких рядных 6-цилиндровых двигателях Mercedes D.I, D.II и D.III.

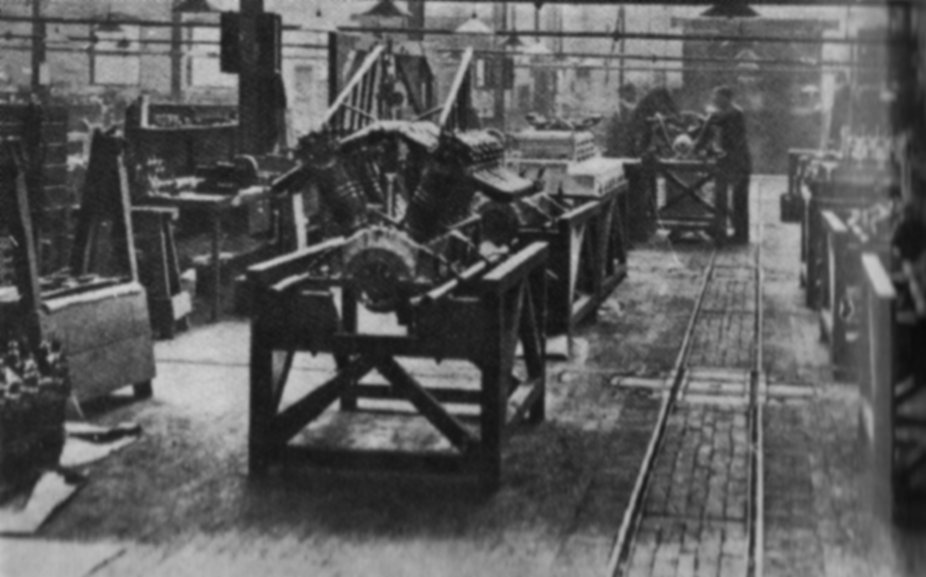
Двигатели Eagle на фабрике в Дерби в 1919 г.

3 января 1915 г. Адмиралтейство заказало 25 новых моторов. Первый запуск Eagle состоялся на испытательном стенде завода «Роллс-Ройс» в Дерби в феврале 1915 г.; двигатель развил 225 л.с. при 1600 об/мин. Число оборотов быстро увеличили до 1800, а затем в августе — до 2000, мощность при этом достигла 300 л.с. В ходе дальнейших испытаний было решено использовать двигатель на 1800 об/мин (мощность 255 л.с.) с возможностью кратковременного форсирования до 1900 об/мин. Первый полёт бомбардировщика Handley Page O/100 состоялся в декабре 1915 г. — это был первый полёт самолёта с двигателями «Роллс-Ройс».
В ходе дальнейшего развития Eagle его мощность постепенно достигла 360 л.с. к февралю 1918 г., когда началось производство восьмой модификации. В течение войны компания боролась за увеличение производства двигателей для удовлетворения потребностей Военного департамента, но сопротивлялась давлению других производителей, желающих наладить лицензионное производство, из опасения, что их великолепное качество может быть скомпрометировано .
После войны была разработана версия для гражданского использования — Mark IX. Производство продолжалось до 1928 г., всего был построен 4681 двигатель Eagle.

## Варианты

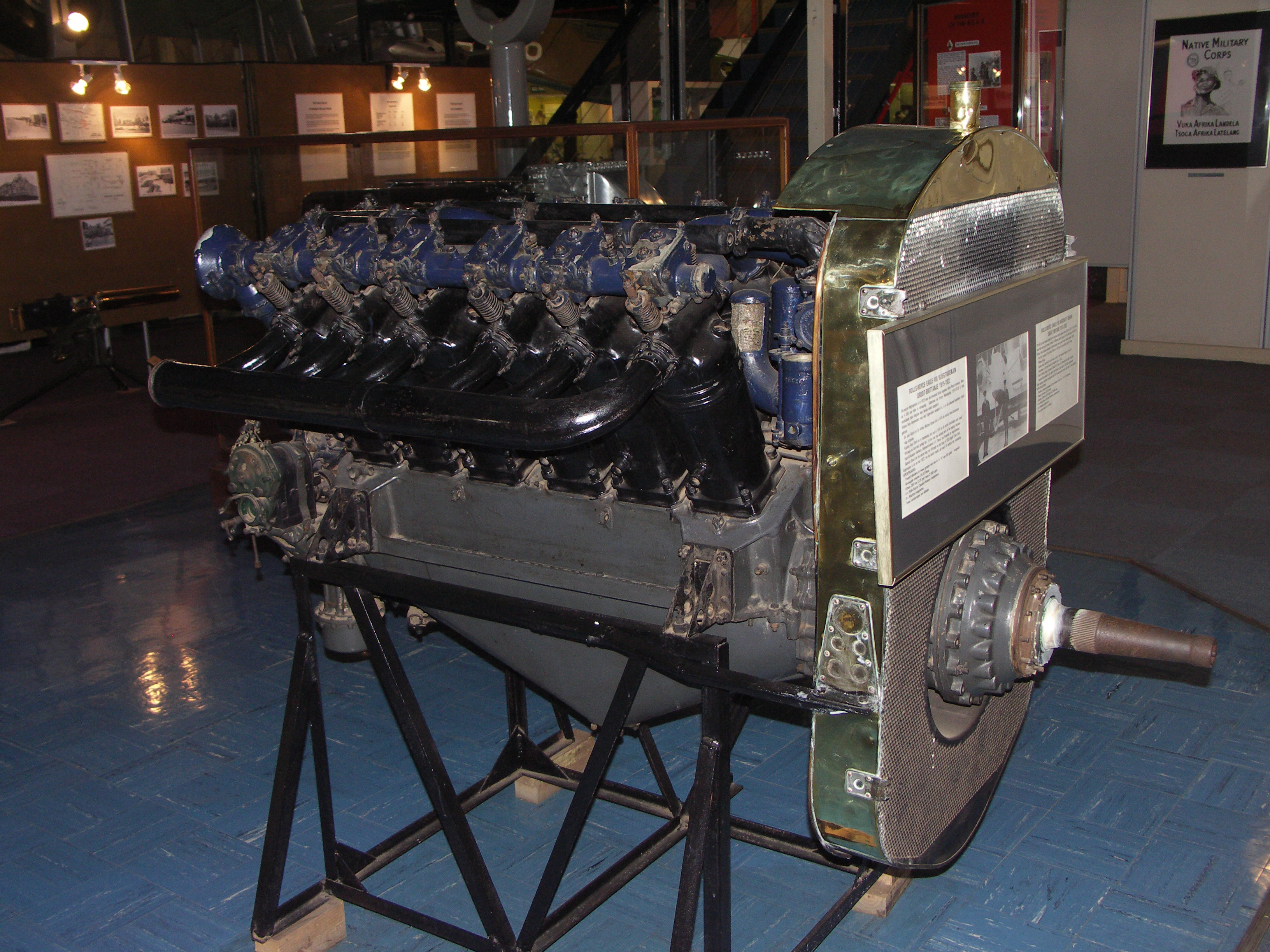
Rolls-Royce Eagle VIII

Eagle I (Rolls-Royce 250 hp Mk I)
(1915 г.) 225 л.с., построено 104 двигателя правого и левого вращения.
Eagle II (Rolls-Royce 250 hp Mk II)
(1916 г.) 250 л.с., построено 36 шт.
Eagle III (Rolls-Royce 250 hp Mk III)
(1917-1927 гг.) 250 л.с., степень сжатия увеличена до 4,9:1; усилены поршни. Построено 110 шт.
Eagle IV (Rolls-Royce 250 hp Mk IV)
(1916-17 гг.) 270/286 л.с., построено 36 шт.
Eagle V (Rolls-Royce 275 hp Mk I)
(1916-17 гг.) 275 л.с., увеличен подъём клапанов. Построено 300 шт.
Eagle VI (Rolls-Royce 275 hp Mk II)
(1917 г.) 275 л.с., впервые применено двойное зажигание. Построено 300 шт.
Eagle VII (Rolls-Royce 275 hp Mk III)
(1917-18 гг.) 275 л.с., построено 200 шт.
Eagle VIII
(1917-1922) 300 л.с., обширные изменения, построено 3302 шт.
Eagle IX
(1922-1928) 360 л.с., разработан для гражданского использования, построено 273 шт.

## Применение

### В авиации
| - Airco D.H.4 - Airco D.H.9 - ANEC III - BAT F.K.26 - Blackburn Blackburd - Curtiss H.12 Large America - Curtiss-Wanamaker Triplane - de Havilland D.H.10 - de Havilland D.H.16 - Dornier Do E - Dornier Wal - Fairey III - Fairey Campania - Felixstowe F.2 - Felixstowe F.3 - Felixstowe F.4 | - Felixstowe F.5 - Grahame-White G.W.E.7 - Handley Page 0/100 - Handasyde H.2 - Handley Page H.P.18 - Handley Page 0/400 - Handley Page V/1500 - Handley Page Type W - Hawker Horsley - Porte Baby - Porte Fury - Martinsyde F.1 - Royal Aircraft Factory F.E.2 - Royal Aircraft Factory F.E.4 - Royal Aircraft Factory R.E.7 - Short Bomber - Short N.1B Shirl | - Short Type 184 - Sopwith Atlantic - Sopwith Wallaby - Sopwith Tractor Triplane - Supermarine Commercial Amphibian - Supermarine Scarab - Supermarine Sea Eagle - Supermarine Swan - Van Berkel W-B - Vickers F.B.11 - Vickers Valparaiso - Vickers Vernon - Vickers Viking - Vickers Vulcan - Vickers Vulture - Vickers Vimy - Wight Converted Seaplane |

### Ввоздухоплавании
Двигатели Eagle устанавливались на дирижаблях N.S.3 North Sea и класса 23.

## Музейные экспонаты
Двигатели Eagle выставлены:
- в Музее науки в Лондоне
- в Канадском музее авиации и космоса в Оттаве
- в Южноафриканском национальном музее военной истории в Йоханнесбурге
- в Южноафриканском музее ВВС в Порт-Элизабет
- в Промышленном музее Дерби выставлен один из двигателей самолёта, на котором Алкок и Браун пересекли Атлантику[5].

## Спецификация (Eagle IX)

### Основные характеристики
- Тип: 12-цилиндровый V-образный жидкостного охлаждения
- Диаметр цилиндра: 115 мм
- Ход поршня: 165 мм
- Объем двигателя: 20,32 л.
- Длина: 1844 мм
- Ширина: 1082 мм
- Высота: 1178 мм
- Сухой вес: 408 кг

### Особенности функционирования
- Клапаны: верхнеклапанный газораспределительный механизм с одним распределительным валом
- Топливная система: спаренный карбюратор Claudel-Hobson
- Тип топлива: бензин
- Система охлаждения: жидкостная

### Производительность
- Выходная мощность: 360 л.с. (268 кВт) при 1800 об/мин
- Удельная мощность: 13,4 кВт/л
- Степень сжатия: 5,22:1
- Расход топлива: 90 л/ч
- Удельная мощность по весу: 0,66 кВт/кг

### Связанные разработки
- Rolls-Royce Hawk
- Rolls-Royce Condor

### Сопоставимые двигатели
- Sunbeam Matabele